# Canton Ginevra

Logo

Il Canton Ginevra, ufficialmente Repubblica e cantone di Ginevra (in francese République et canton de Genève), è uno dei ventisei cantoni della Svizzera. Centrato attorno alla città di Ginevra, esso è situato all'estremità sud-occidentale della Svizzera e il suo territorio confina per la maggior parte del suo perimetro con la Francia e per brevi tratti con il canton Vaud. La lingua ufficiale e più diffusa del cantone è il francese e la capitale rappresenta uno dei principali centri urbani della Svizzera romanda. Storico centro della Riforma protestante, il cantone è oggi una delle aree più cosmopolite del Paese ed è sede di alcune tra le più importanti organizzazioni internazionali del mondo.

## Storia
Parte del Sacro Romano Impero, il territorio di Ginevra vide emergere a partire dall'XI secolo i conti di Ginevra nelle aree rurali, mentre la città di Ginevra, i suoi sobborghi e varie castellanie nei suoi dintorni furono governate da un proprio vescovo, principe del Sacro Romano Impero. La città entrò presto nelle mire dei duchi di Savoia, i cui territori circondavano completamente il territorio vescovile. I Savoia cercarono più volte di impadronirsi della città con l'aiuto dei "Mammelucchi" fra il XIII e il XVII secolo, senza però mai riuscirci. Le fiere cittadine raggiunsero il massimo sviluppo nel XVI secolo e diedero per la prima volta a Ginevra un rilievo internazionale.
Nel 1536 la città di Ginevra aderì alla Riforma protestante e divenne una repubblica. Giovanni Calvino vi si installò nel 1536, per poi venirne allontanato tra il 1538 e il 1541, restandovi poi fino alla morte avvenuta nel 1564. Calvino esercitò un'importantissima influenza sulla città dal punto di vista religioso, politico e culturale. La città accolse e dette asilo nel corso dei secoli seguenti a vasti gruppi di rifugiati protestanti provenienti dai territori vicini, tra i quali valdesi dal Piemonte, giunti nel 1535, e ugonotti dalla Francia, arrivati soprattutto in seguito alla revoca dell'editto di Nantes nel 1685; i rifugiati protestanti dettero un importante contributo all'economia della città.
Nel 1584 la Repubblica di Ginevra divenne "alleato perpetuo" della Confederazione Svizzera, allora conosciuta come "Confederazione dei Tredici Cantoni". In seguito al trattato di Lione del 1601 la repubblica si trovò a confinare anche con il Regno di Francia. Nella notte dell'11 dicembre 1602 i Savoia tentarono un attacco notturno contro la città per recuperarne l'esercizio dei propri diritti, ma anche questo tentativo fallì. La sconfitta sabauda è commemorata ogni anno il giorno della festa dell'Escalade.
Il XVIII secolo fu epoca di grande prosperità per Ginevra: l'industria e il commercio fiorirono e la città divenne uno dei centri della finanza internazionale. Tuttavia la città fu lacerata da violenti contrasti politici. Nell'epoca dell'illuminismo il ginevrino Jean-Jacques Rousseau propose la propria città a modello della democrazia diretta ed egualitaria. Anche il rivoluzionario francese Jean-Paul Marat nativo di Boudry, e cittadino di Ginevra. La rivoluzione ginevrina del 1792 abolì il governo della repubblica aristocratica e proclamò l'eguaglianza politica di tutti i cittadini. Nel 1798 Ginevra non entrò a far parte della Repubblica Elvetica, ma fu annessa alla Francia e integrata nel dipartimento del Lemano di cui era capoluogo.
La disfatta di Napoleone Bonaparte restituì l'indipendenza alla città nel 1813. I magistrati della repubblica chiesero allora l'ammissione alla Confederazione Svizzera, che fu ottenuta nel 1815 al Congresso di Vienna. Nella stessa occasione vennero definite le frontiere del cantone, che annesse sei comuni francesi (Collex-Bossy, Le Grand-Saconnex, Pregny-Chambésy, Vernier, Meyrin e Versoix) per un totale 49,3 km² e di un territorio sabaudo di 108,8 km². Infatti, fino all'annessione francese, la repubblica ginevrina era composta dalla città con la campagna circostante fino a Cologny sulla riva destra del lago e dalle exclave di Céligny a nord, Jussy a est e Satigny con Chancy a sud.
Nel 1846 una rivoluzione rovesciò il governo e stabilì una nuova costituzione, che è rimasta in vigore fino al 2012, quando è stata promulgata l'attuale costituzione. Durante il XIX secolo a la prima metà del XX secolo Ginevra diede asilo a molti rifugiati politici. Su proposta del ginevrino Henry Dunant, nel 1864 venne creato il Comitato internazionale della Croce Rossa, prima delle organizzazioni internazionali che avranno sede nella città. Il ruolo internazionale di Ginevra raggiungerà il suo apice fra le due guerre mondiali, quando la città ospiterà la sede della Società delle Nazioni.

## Geografia fisica
La superficie del canton Ginevra è di 282 km² ed è connesso solo in una piccola parte agli altri cantoni svizzeri. Il suo territorio confina per 4,5 km a nord-est con il canton Vaud, dove si trova l'exclave di Céligny, e per 103 km con la Francia (dipartimenti dell'Ain a nord-ovest e dell'Alta Savoia a sud, entrambi nell'Alvernia-Rodano-Alpi). Gli attuali confini vennero stabiliti tra il 1815 e il 1816. Il cantone è situato nell'estremità occidentale del Lago Lemano ed è attraversato dai fiumi Rodano e Arve. Il 30,2% è costituito da insediamenti, il 41,5% da terreni agricoli, il 13,8% da superfici boschive e il 14,5% da aree improduttive.

## Società

### Evoluzione demografica
La popolazione del cantone è passata da 132609 abitanti nel 1900 a 413673 abitanti nel 2000. Negli ultimi secoli Ginevra è stata meta di numerosi rifugiati e immigrati; all'inizio del XX secolo gli stranieri, provenienti in particolare dal Chiablese e dal Piemonte, rappresentavano circa il 40% della popolazione, senza contare i numerosi immigrati dal resto della Svizzera che costituivano un terzo della popolazione. A partire dal secondo dopoguerra Ginevra vide una massiccia immigrazione dai Paesi dell'Europa meridionale, in particolare da Italia, Portogallo, Jugoslavia e Spagna. Il cantone è oggi particolarmente cosmopolita e multiculturale, complice anche la presenza di numerose organizzazioni internazionali. Tra il 2014 e il 2016 il 37% della popolazione cantonale era costituito da stranieri, il 36% degli abitanti aveva la sola cittadinanza svizzera e il 27% aveva la doppia cittadinanza. Le comunità più consistenti erano i francesi (circa 50000), i portoghesi (circa 37000), gli italiani (circa 35000), gli spagnoli (circa 20000), oltre a britannici, kosovari, tedeschi, brasiliani, turchi, russi, belgi, marocchini, tunisini e algerini.
Abitanti censiti (migliaia)

### Lingue e dialetti
Il cantone è di lingua francese. Il francese si impose come lingua scritta soprattutto in seguito alla riforma protestante, sostituendo il latino. In passato in ambito quotidiano era utilizzata la lingua francoprovenzale nella variante savoiarda, utilizzata dalla popolazione di tutti gli strati sociali. Il francese cominciò a diffondersi in ambito quotidiano a partire dalla seconda metà del XVII secolo. L'arrivo di migliaia di ugonotti dalla Francia accelerò il processo di sostituzione linguistica e nel 1688 il francese sostituì il francoprovenzale come lingua d'insegnamento nel Collège de Genève. Il francoprovenzale cadde definitivamente in disuso nella città di Ginevra tra la fine del XVIII e la prima metà del XIX secolo, anche se venne mantenuto nei comuni rurali, in particolare in quelli cattolici; a partire dal XIX secolo il francoprovenzale cominciò tuttavia a cadere in disuso anche in questi ultimi. Gli ultimi locutori sopravvissero fino agli anni 1930 ad Aire-la-Ville e a Bernex. Il testo originale di Cé qu'è lainô, l'inno del cantone composto nel XVII secolo, è in francoprovenzale.
| Anno | Popolazione totale | Francese       | Tedesco       | Italiano      | Romancio | Altre |
| ---- | ------------------ | -------------- | ------------- | ------------- | -------- | ----- |
| 1880 | 99712              | 86414 (86,7%)  | 11500 (11,5%) | 2199 (2,2%)   | 50       | 1432  |
| 1900 | 132609             | 109741 (82,8%) | 13343 (10,1%) | 7345 (5,5%)   | 89       | 2091  |
| 1950 | 202918             | 157372 (77,6%) | 27575 (13,6%) | 10759 (5,3%)  | 218      | 6994  |
| 1970 | 331599             | 216775 (65,4%) | 36226 (10,9%) | 36274 (10,9%) | 304      | 42020 |
| 2000 | 413673             | 313485 (75,8%) | 16259 (3,9%)  | 15191 (3,7%)  | 229      | 68509 |

### Religioni

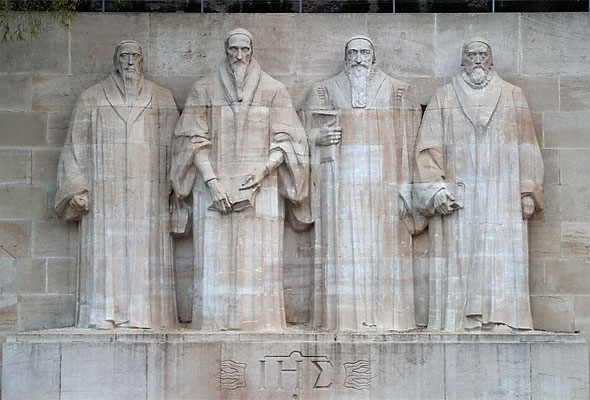
Il Monumento internazionale alla Riforma a Ginevra

Importante centro della Riforma protestante, Ginevra, guidata dagli insegnamenti di Giovanni Calvino e dei suoi collaboratori Guillaume Farel e Teodoro di Beza, divenne una roccaforte del calvinismo e venne conosciuta nel XVI secolo come la "Roma protestante"; essa accolse tra il XVI e XVII secolo migliaia di rifugiati valdesi e ugonotti. Nel 1907 venne dichiarata la separazione tra cantone e Chiesa. Oggi la Chiesa protestante di Ginevra è membro della Chiesa evangelica riformata in Svizzera. La proporzione di cattolici è ampiamente cresciuta, soprattutto a partire dal XIX secolo, quando tra il 1815 e il 1816 vennero annessi decine di comuni cattolici precedentemente parte del Regno di Francia e del Regno di Sardegna.
La proporzione dei cattolici nel cantone continuò a rimanere stabile per effetto della massiccia immigrazione dai Paesi dell'Europa meridionale nella seconda metà del XX secolo, mentre la comunità protestante vide erodere il numero dei suoi membri per effetto della secolarizzazione, acceleratasi soprattutto dopo gli anni 1970. I cattolici a Ginevra sono oggi oltre il doppio dei protestanti, anche se il cantone continua a mantenere una parziale identità protestante. Vi sono poi una comunità ebraica, attestata sin dal Basso Medioevo e comprendente nell'anno 2000 4356 membri suddivisi tra varie congregazioni liberali e ortodosse, e una cospicua comunità musulmana, costituita da 17762 membri nell'anno 2000. Nel 2000 il 22,6% dei ginevrini non si identificava in nessuna confessione religiosa.
| Anno | Popolazione totale | Protestanti    | Cattolici      | Cattolici cristiani | Altri e non affiliati |
| ---- | ------------------ | -------------- | -------------- | ------------------- | --------------------- |
| 1850 | 64146              | 34212 (53,3%)  | 29764 (46,4%)  |                     | 170                   |
| 1880 | 99712              | 48359 (47,6%)  | 51557 (51,3%)  |                     | 1679                  |
| 1900 | 132609             | 62400 (47,1%)  | 67162 (50,6%)  |                     | 3047                  |
| 1950 | 202918             | 102625 (50,6%) | 85856 (42,3%)  | 1298                | 13139                 |
| 1970 | 331599             | 125769 (38,1%) | 177067 (53,4%) | 876                 | 27887                 |
| 2000 | 413673             | 72138 (17,4%)  | 163197 (39,4%) | 610                 | 177728                |

### Cultura e tradizioni

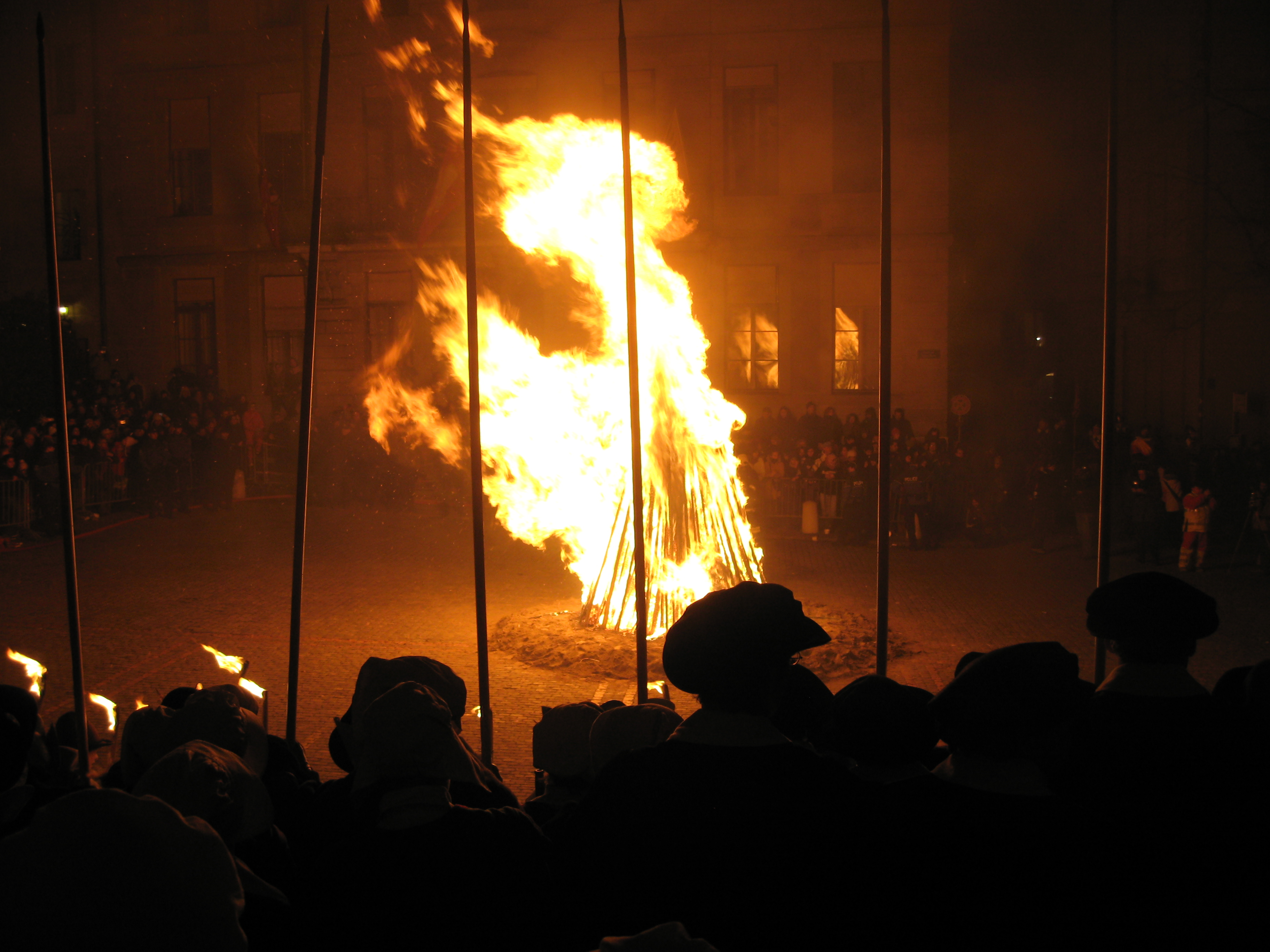
Fuoco di gioia durante la festa dell'Escalade

Quello di Ginevra è oggi un cantone cosmopolita e multiculturale. La principale ricorrenza è rappresentata da L'Escalade, celebrata ogni 12 dicembre in ricordo della vittoria della città sull'attacco dei Savoia del 1602.
La principale istituzione educativa è l'Università di Ginevra, fondata nel 1559 da Giovanni Calvino e originariamente chiamata Schola Genevensis.
Ginevra ha dato i natali a numerosi quotidiani, tra i quali La Tribune de Genève e Le Temps.

## Geografia antropica

### Suddivisioni amministrative
I comuni del cantone sono:
- Aire-la-Ville
- Anières
- Avully
- Avusy
- Bardonnex
- Bellevue
- Bernex
- Carouge
- Cartigny
- Céligny
- Chancy
- Chêne-Bougeries
- Chêne-Bourg
- Choulex
- Collex-Bossy
- Collonge-Bellerive
- Cologny
- Confignon
- Corsier
- Dardagny
- Genthod
- Ginevra
- Gy
- Hermance
- Jussy
- Laconnex
- Lancy
- Le Grand-Saconnex
- Meinier
- Meyrin
- Onex
- Perly-Certoux
- Plan-les-Ouates
- Pregny-Chambésy
- Presinge
- Puplinge
- Russin
- Satigny
- Soral
- Thônex
- Troinex
- Vandœuvres
- Vernier
- Versoix
- Veyrier

### Divisioni
- 1817: Veyrier → Troinex, Veyrier
- 1821: Compesières → Compesières, Perly-Certoux
- 1847: Avusy-Laconnex-Soral → Avusy, Laconnex-Soral
- 1850: Bernex-Onex-Confignon → Bernex, Onex-Confignon
- 1850: Jussy → Gy, Jussy
- 1850: Laconnex-Soral → Laconnex, Soral
- 1851: Compesières → Bardonnex, Plan-les-Ouates
- 1851: Onex-Confignon → Confignon, Onex
- 1851: Presinge → Presinge, Puplinge
- 1855: Collex-Bossy → Bellevue, Collex-Bossy
- 1858: Corsier → Anières, Corsier
- 1869: Chêne-Thônex → Chêne-Bourg, Thônex

### Fusioni
- 1931: Ginevra, Le Petit-Saconnex, Les Eaux-Vives, Plainpalais → Ginevra

## Economia
L'economia del cantone è centrata soprattutto nella città di Ginevra, la quale costituisce un centro commerciale e finanziario di importanza internazionale, ed è dominata dal settore terziario; il canton Ginevra è infatti sede di numerose multinazionali, banche, compagnie assicurative e organizzazioni internazionali. La produzione di strumenti e macchinari di precisione e quella tradizionale degli orologi costituiscono un'altra importante branca per l'economia cantonale. Ruolo marginale è invece svolto dall'agricoltura, dominata dalla viticoltura. Nel 2001 196763 lavoratori erano impiegati nel settore terziario, 39261 in quello secondario e 2968 in quello primario. Decine di migliaia di frontalieri dalle regioni limitrofe della Francia si recano quotidianamente nel canton Ginevra per lavorare; di questi oltre ventimila sono cittadini svizzeri che hanno deciso di trasferirsi poco oltre il confine a causa dei prezzi proibitivi del mercato immobiliare ginevrino. Nel 2020 i frontalieri costituivano il 24% della forza lavoro del cantone.

## Infrastrutture e trasporti
Il cantone è servito dall'Aeroporto di Ginevra-Cointrin. Sussistono importanti collegamenti ferroviari con il resto delle Svizzera e con la vicina Francia. Nel 1964 il cantone venne connesso alla rete autostradale svizzera. Nel 1984 i TGV francesi arrivarono a Ginevra.

## Amministrazione e politica

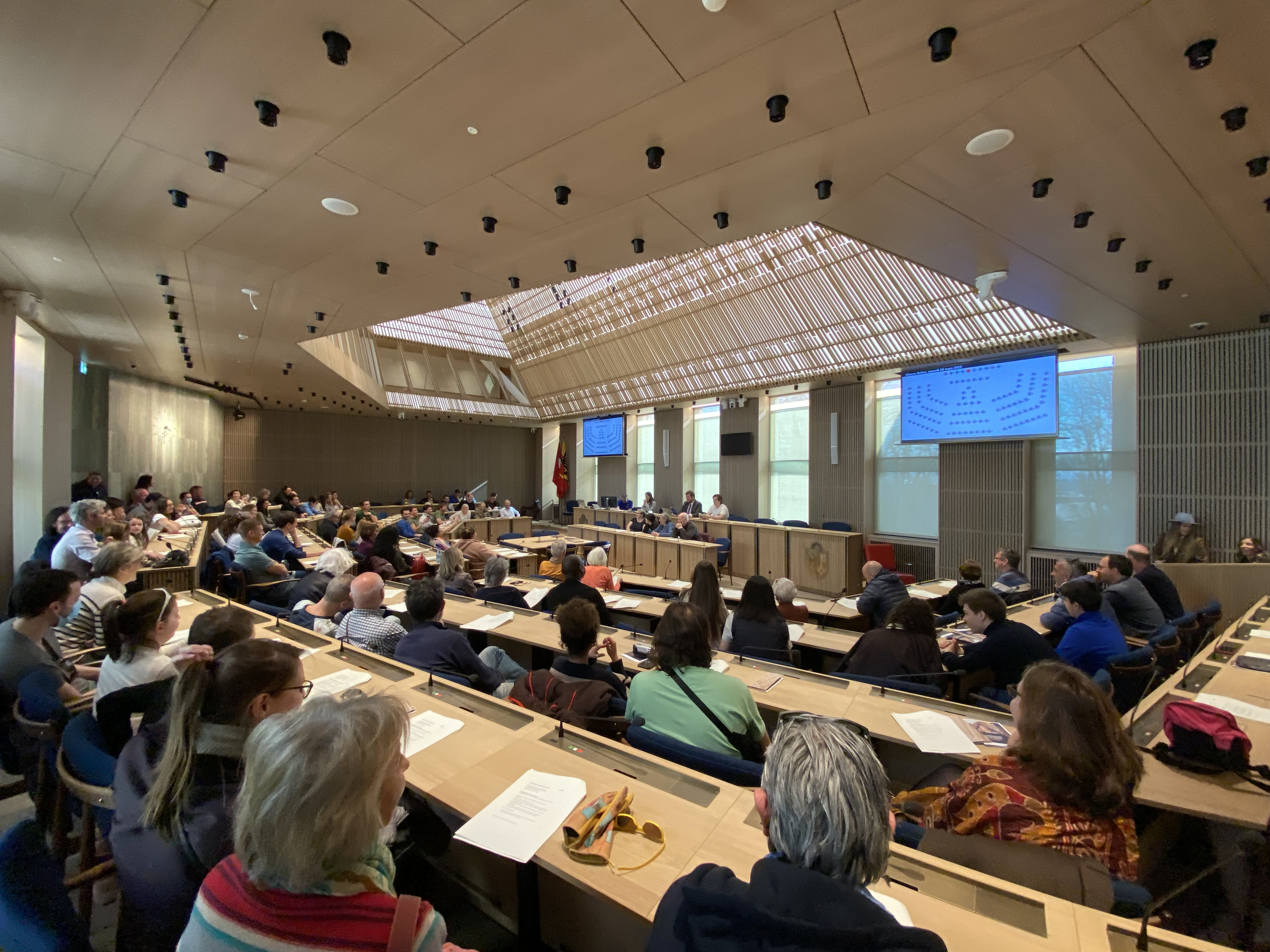
Sala del Gran Consiglio

La costituzione cantonale venne stabilita nel 1847 ed emendata da allora. L'organo esecutivo è il Consiglio di Stato, costituito da sette membri nominati ogni cinque anni. L'organo legislativo, il Gran Consiglio, è costituito da cento deputati ogni cinque anni con un sistema proporzionale. Le leggi sono soggette a un referendum se questo viene richiesto da 7000 cittadini. 10000 cittadini possono proporre nuove leggi tramite un'iniziativa popolare. Il cantone è diviso in 45 comuni, dotati di una propria assemblea e di un sindaco.

## Istituzioni, enti e associazioni
Il canton Ginevra è, o è stato, sede di numerose organizzazioni internazionali, tra le quali la Croce Rossa Internazionale, la Società delle Nazioni, l'Organizzazione delle Nazioni Unite, l'Organizzazione internazionale del lavoro, l'Organizzazione Internazionale per le Migrazioni, l'Organizzazione Mondiale della Sanità, l'Organizzazione Mondiale del Commercio, l'Organizzazione Meteorologica Mondiale, l'Organizzazione Mondiale della Proprietà Intellettuale e il Centro Europeo di Ricerca Nucleare.